# Skjoldenæsholm
Skjoldenæsholm er en hovedgård i Valsølille Sogn 3 km nordvest for Jystrup og 14 km nord for Ringsted ved en af egnens mange søer. Godset er på 1.883 hektar med Valsølille, hvoraf omkring 1.500 hektar er skov under Skjoldenæsholm Skovbrug ApS.
Den stilrene hovedbygning i nyklassicisistisk stil er opført i 1766. Fra parken og søens østlige bred ses bindingsværksfløjen, der er resterne af den hovedbygning, som er cirka 100 år tidligere.
Skjoldenæsholm har siden 1794 været i slægten Bruun de Neergaards eje. Hovedbygningen er i dag indrettet som hotel og konferencecenter, og på godsets jorder findes desuden Sporvejsmuseet Skjoldenæsholm og Skjoldenæsholm Golfcenter.

## Historie
Det ældste slot på Skjoldenæsholm lå lidt syd for den nuværende hovedbygning på et næs i Valsølille Sø. Her kan man endnu se det gamle voldsted. Det gamle Skjoldnæs' historie går tilbage til det 13. århundrede, sikkert også til 1131, hvor Knud Lavard blev myrdet ved Haraldsted, 4 km syd herfor på den gamle kongevej, der krydser godsets område.
Den ældste borg har sandsynligvis været krongods. Christoffer 2. pantsatte borgen til Johan af Holsten. I 1346 eller 1348 blev den belejret og erobret af Valdemar Atterdag. Fra 1360'erne var Skjoldenæs i privat eje, og i 1364 og 1377 nævnes væbneren Peder Nielsen Jernskæg som ejer af Skjoldenæs.
I 1429 kom den på ny under Kronen, da Jørgen Rud mageskiftede den til Erik af Pommern mod Vedbygaard. Herefter blev Skjoldenæs et kongeligt len, der i 1522 omfattede Ringsted og Ramsø herreder. I 1567 blev Skjoldenæs Len nedlagt som selvstændigt len ved Peder Oxes lensreform og lagt under Roskildegaards len. Samme år gav Frederik 2. endvidere ordre til, at den gamle borg skulle rives ned. I 1617 blev Skjoldenæs lagt under Ringsted Klosters len.
I 1662 overdrog Frederik 3. Skjoldenæs til rentemester Henrik Müller, som lod opføre en ny hovedbygning på den nuværende plads lidt nord for den gamle borg. Den nye hovedbygning bestod af en enetages bindingsværksbygning, hvoraf der endnu er bevaret en rest i hovedbygningens nordøstlige hjørne. I 1668 blev stedet for første gang omtalt som Skjoldenæsholm.
I 1682 overtog Kronen igen Skjoldenæsholm. Året efter skænkede Christian 5. godset til sin halvbroder Ulrik Frederik Gyldenløve, og det forblev i Gyldenløves efterslægt til 1794.
I 1766 opførte Anna Joachimine Ahlefeldt den nuværende høje hovedfløj. Den nye bygning blev opført vinkelret på Müllers gamle hovedbygning, som derved blev en østlig sidefløj til den nye hovedfløj. Hun valgte at blive boende i den gamle bygning, der siden er blevet kaldt "grevindefløjen". Omkring 1780 opførte hun en sidefløj i vest, parallelt med den gamle hovedbygning.
Grevinden var barnløs og solgte i 1794 godset til sin nabo på Svenstrup, Anna Maria Bruun de Neergaard. Skjoldenæsholm har siden været i slægten Bruun de Neergaards eje, fra 1844 som et fideikommis, der i 1926 blev ophævet og overgik til fri ejendom.
I 1803 lod Johan Andreas Bruun de Neergaard hovedparten af Henrik Müllers gamle hovedbygning rive ned og opførte i stedet en ny østfløj på samme sted, der lignede vestfløjen.
Hovedbygningen på Skjoldenæsholm blev i 1971 indrettet til hotel og konferencecenter. I 1978 blev Sporvejsmuseet Skjoldenæsholm åbnet på godsets jord. Den første golfbane, der nu kaldes Old Course blev anlagt i 1988-92. I 2006 blev der åbnet endnu en 18-hulsbane, Robert Trent Jones Jr. Course, tegnet af golfbanearkitekten Robert Trent Jones Jr. og opkaldt efter ham. I 1991 blev hovedbygningen igen renoveret. De historiske stuer og smukke omgivelser benyttes til fester og bryllupper.
I 1993 overdrog Vilhelm Bruun de Neergaard medejerskab af skoven og landbruget til PenSam, der i 2015 videresolgte jordtilliggendet til Christian Wedell-Neergaard til Svenstrup Gods. Herved blev de to ejendomme Svenstrup og Skjoldenæsholm igen samlet, som de havde været 220 år inden.

## Ejere af Skjoldenæsholm
- (1134-1364) Kronen
- (1364-1378) Peder Nielsen Jernskæg
- (1378-1385) Anne Pedersdatter Jernskæg gift (1) Oluf Lunge (2) Mikkel Rud
- (1385-1400) Mikkel Rud
- (1400-1429) Jørgen Mikkelsen Rud
- (1429-1662) Kronen
- (1662-1682) Henrik Müller
- (1682-1683) Kronen
- (1683-1696) Ulrik Frederik Gyldenløve
- (1696-1703) Christian Gyldenløve
- (1703-1720) Frederica Louisa Danneskiold-Samsøe gift af Augustenborg
- (1720-1754) Ferdinand Anton Danneskiold-Laurvig
- (1754-1762) Frederik Ludvig Danneskiold-Laurvig
- (1762-1794) Anna Joachimine Ahlefeldt gift Danneskiold-Laurvig
- (1794-1795) Anna Marie Møller gift Bruun de Neergaard
- (1795-1846) Johan Andreas Bruun de Neergaard
- (1846-1891) Andreas Theodor Bruun de Neergaard
- (1891-1914) Poul Johan Carl Bruun de Neergaard
- (1914-1935) Henri Bruun de Neergaard
- (1935-1960) Ejler Bruun de Neergaard
- (1960-1993) Vilhelm Bruun de Neergaard
- (1993-2001) Vilhelm Bruun de Neergaard / Pensionskassen Pen-Sam
- (2001-2005) Boet efter Vilhelm Bruun de Neergaard / Pensionskassen Pen-Sam
- (2005-2021) Susanne Bruun de Neergaard (Hovedbygning)
- (2005-2015) Pensionskassen Pen-Sam (jorden og skoven)
- (2015-) Christian J. J. baron Wedell-Neergaard til Svenstrup Gods (jorden og skoven)
- (2021 - ) Niels Bruun de Neergaard (Hovedbygningen)

## Sjællandske midtbane
Skjoldenæsholm havde billetsalgssted på Sjællandske midtbane, som på strækningen Ringsted-Kirke Hvalsø var i drift 1925-36. Standsningsstedet lå ved Skjoldenæsvej. Herfra mod nordvest har Sporvejsmuseet anlagt to sporvognsstrækninger på banens tracé, en metersporet på 300 meter og en normalsporet på 1.500 meter. Ude ved vendesløjfen fortsætter en grusvej videre mod nordvest på banetracéet 700 meter længere ind i Højbjerg Skov. Også sydøst for Skjoldenæsvej er der bevaret rester af banetracéet. På golfcentrets Old Course er der især en banedæmning i højre side af hul 2.
- Wikimedia Commons har flere filer relateret til Sjællandske midtbane